# 卡梅倫冰原島峰
72°36′S 136°43′E / 72.600°S 136.717°E
卡梅倫冰原島峰（英語：Cameron Nunataks），是南極洲的冰原島峰，位於阿黛利地，處於埃文斯冰原西側，屬於弗賴貝格山脈的一部分，美國地質調查局根據測量和該國海軍的空中照片繪入地圖，現時由南極條約體系管理。